# Hospital Propiedad
Hospital Propiedad är en ort i Mexiko.   Den ligger i kommunen Villa Victoria och delstaten Mexiko, i den sydöstra delen av landet, 90 km väster om huvudstaden Mexico City. Hospital Propiedad ligger 2 623 meter över havet och antalet invånare är 596.
Terrängen runt Hospital Propiedad är varierad. Runt Hospital Propiedad är det ganska tätbefolkat, med 222 invånare per kvadratkilometer. Närmaste större samhälle är Villa Victoria, 5,3 km väster om Hospital Propiedad. Trakten runt Hospital Propiedad består till största delen av jordbruksmark.